# Halbzwetsche
Die Halbzwetsche (Prunus domestica subsp. intermedia) oder auch Marunke ist eine Unterart der Pflaume (Prunus domestica). Sie steht der Zwetschge nahe. In Mittel- und Südeuropa wird die Unterart als Obst angebaut.

## Merkmale
Im Gegensatz zur Zwetschge weisen die einjährigen Zweige meist noch eine mehr oder weniger starke Behaarung auf. Die Blüten sind weiß. Die Steinfrucht ist länglich bis eiförmig, kann oft aber auch flaschen- oder birnenförmig sein. Sie ist 4 bis 8 Zentimeter lang und blau, violett, rot oder gelb gefärbt. Sie ist entweder an beiden Enden abgerundet oder lediglich am Stielende verjüngt. Meist ist das Fruchtfleisch weich und saftig. Der Steinkern ähnelt dem einer Zwetschge. Er ist länglich-eiförmig, runzelig bis glatt und löst sich schlechter vom Fruchtfleisch als bei Zwetschgen.

## Systematik
Für Mitteleuropa werden vier Sortengruppen unterschieden:
- Kuchelzwetsche (Prunus domestica subsp. intermedia var. mamillaris Werneck): Das Fruchtfleisch ist süß, die Süße geht auch beim Kochen (Kucheln) nicht verloren. Der Steinkern ist 54 bis 61 % so dick wie lang, runzelig und pockennarbig. Sie ist vermutlich die Stammform aller Halbzwetschen. Es gibt verschiedene Sorten (Auswahl): 'Anna Späth', 'Biondecks Frühzwetsche', 'Königin Victoria' (die Hauptsorte in den Niederlanden, großfrüchtig), 'Monfort', 'Wangenheims Frühzwetsche' (eine anspruchslose Sorte, die auch in Höhenlagen gedeiht), 'Wiener Frühzwetsche'.
- Dattel- oder Rot-Zwetsche (Prunus domestica subsp. intermedia var. culinaria (Schuebler et Martens) Werneck): Die Frucht ist flaschen- oder birnenförmig und groß. Der Steinkern ist ähnlich wie ein Netz gerippt oder glatt. Sorten sind beispielsweise 'Rote Dattelzwetsche' und 'Violette Dattelzwetsche'.
- Eier-Zwetsche (Prunus domestica subsp. intermedia var. ovoidea Martens): Die Frucht ist gelb oder rot bis violett gefärbt, rundlich-eiförmig und verjüngt sich zum Stiel hin.  Sorten sind beispielsweise 'Blaue Eierpflaume', 'Coes Rotgefleckte', 'Diamantpflaume', 'Gelbe Eierpflaume', 'Gigant', 'Gr. Britzer Eierpflaume', 'Schöne von Löwen' und 'Violette Jerusalempflaume'.
- Oval- oder Spitz-Zwetsche oder Echte Damascene (Prunus domestica subsp. intermedia var. oxycarpa Bechst.): Die Frucht verschmälert sich an beiden Enden. Sorten sind beispielsweise 'Brněnska švestka', 'Emma Leppermann', 'Frühe Altländer Katharinenpflaume', 'Jefferson', 'Königspflaume aus Tour' (eine gute Tafelfrucht), 'Ruth Gerstetter' (eine kleinkronige Sorte), 'Späth Früheste', 'Tragédie', 'Uhlhorns Konservenpflaume' und 'Czar' (auch 'Zarpflaume' genannt).